# Ricotta

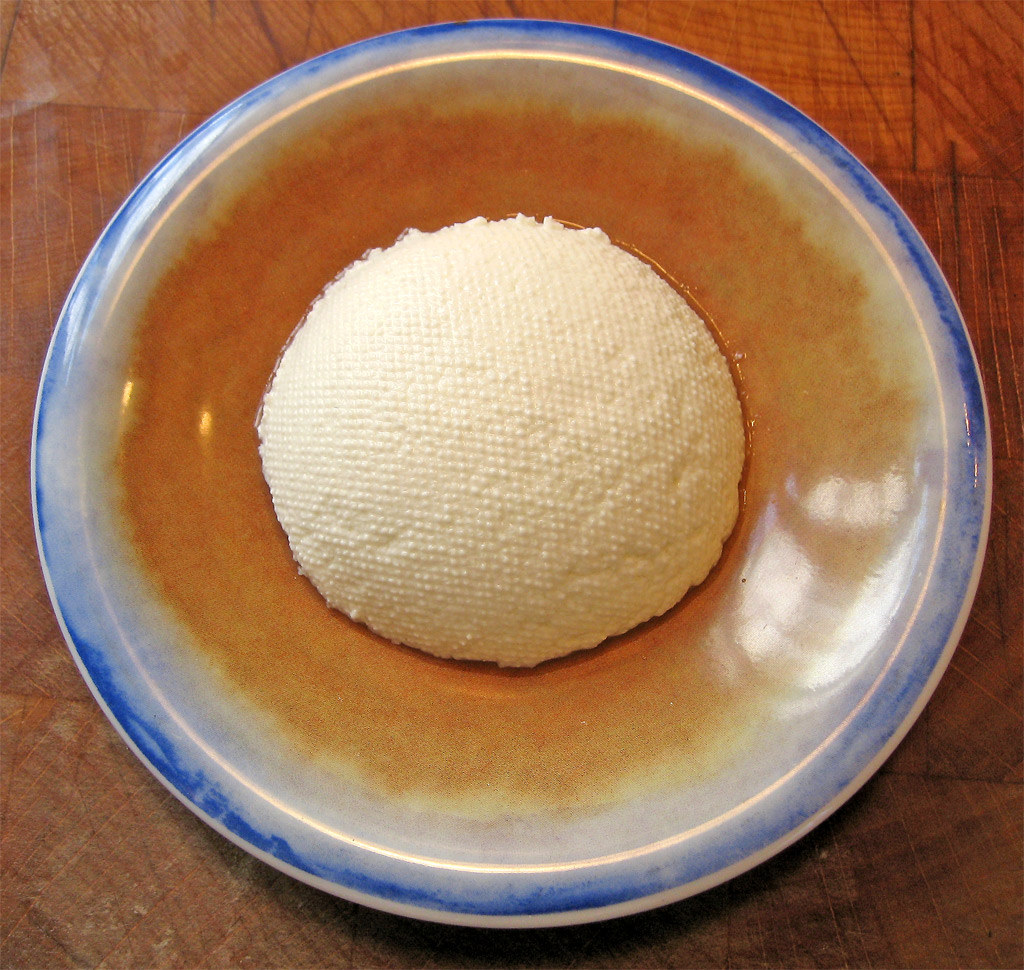
Ricotta dome na talíři

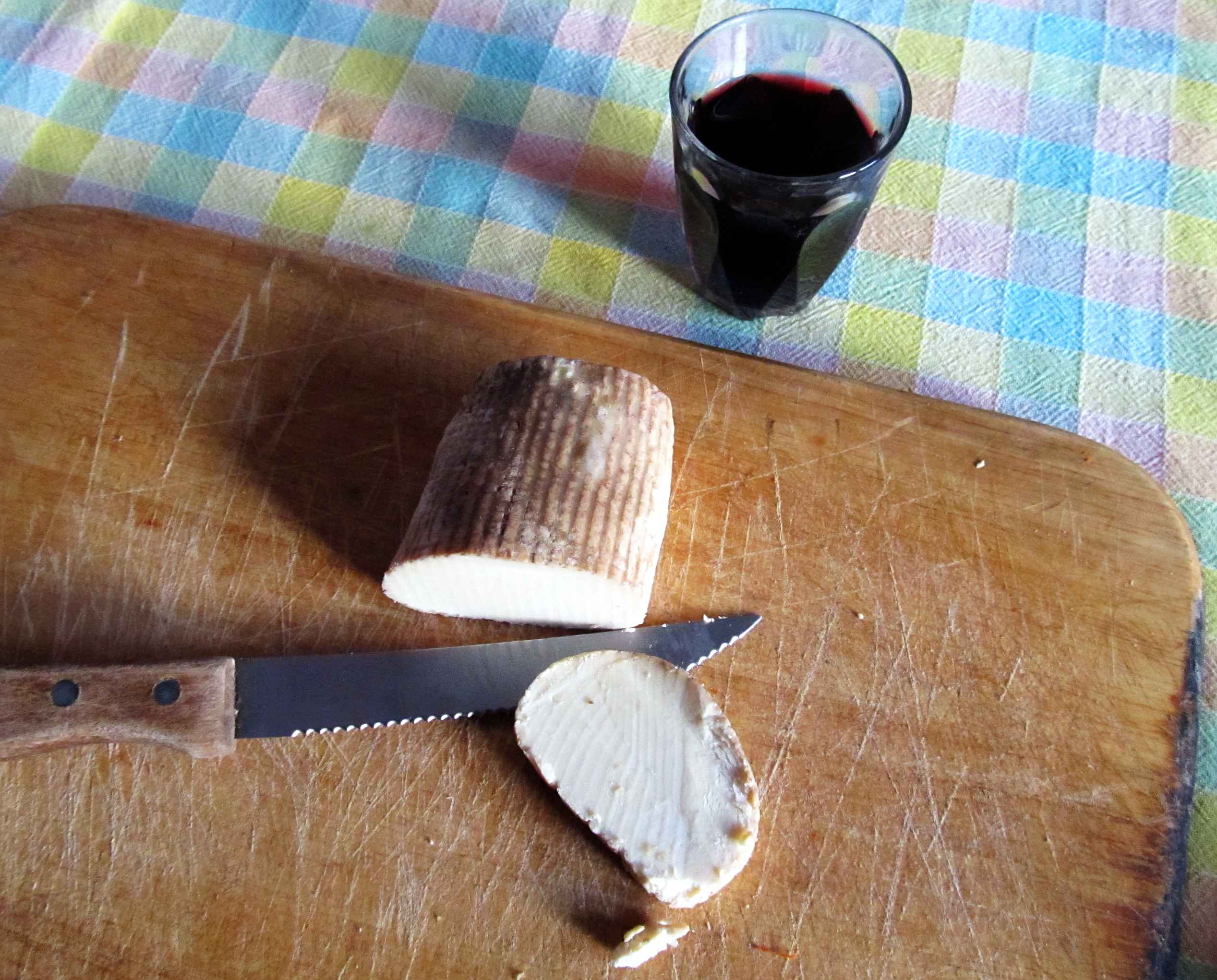
Ricotta affumicata, uzená varianta z Kalábrie

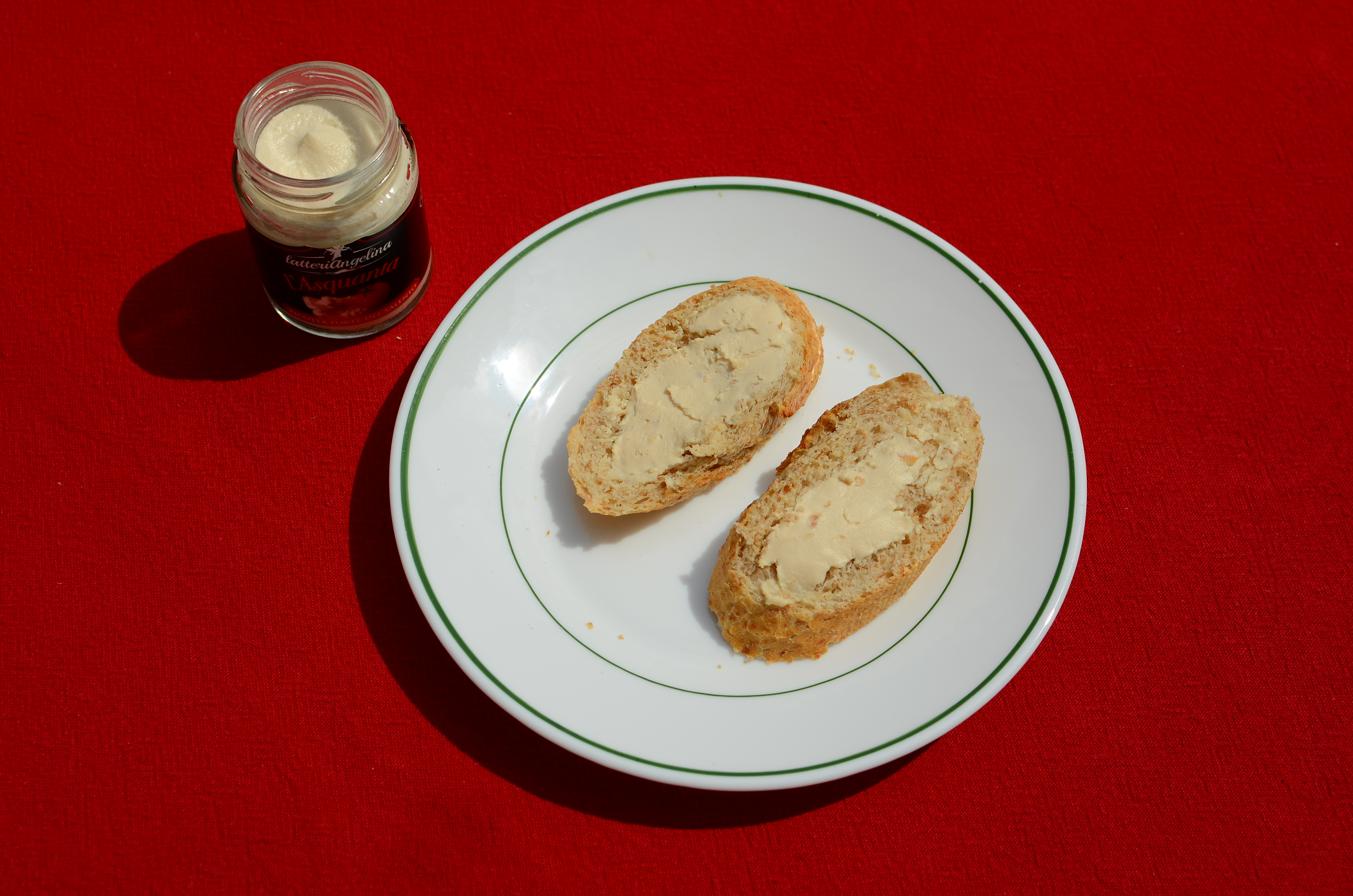
Ricotta forte, velmi jemná varianta z Apulie, která se prodává ve sklenicích

Ricotta je italský sýr vyráběný ze syrovátky (obvykle) kravského, ovčího či kozího mléka.
Ricotta (což doslovně znamená „převařený“) vzniká ze syrovátky, což je tekutina, která zůstane při výrobě běžných sýrů. Ricottový tvaroh, vzniklý po převaření a procedění, je bílý, lehce nasládlý a obsahuje zhruba 13 % tuku. V této formě poněkud připomíná sýry typu cottage, ale je lehčí. V této formě se ricotta rychle kazí, nicméně existují i varianty, které vydrží déle díky solení, uzení nebo fermentaci.

## Historie
Už starověcí Římané vyráběli ricottu, i když spisovatelé jako Cato starší, Marcus Terentius Varro a Columella ji nezmiňují. Důvodem zřejmě bylo, že ricotta nebyla vzhledem ke své krátké životnosti výdělečné zboží – nebylo možné ji dodávat na městské trhy. Ricottu tak většinou spotřebovali přímo pastýři, kteří ji vyráběli. Přesto existují důkazy z obrazů a literatury, že ricottu znali a jedli i římští aristokraté.

## Využití v kuchyni
Stejně jako mascarpone je ricotta oblíbenou složkou italských dezertů a používá se do mnoha náplní. Existují i varianty sušenek, které obsahují ricottu. Ricotta se dá třít do hladka a smíchat s cukrem, skořicí, jahodami a čokoládou a servírovat jako dezert.
Ricotta se používá i v receptech na těstoviny, calzone, stromboli, pizzu, manicotti, lasagne a ravioli.